# Dom van Koningsbergen
De Dom van Koningsbergen, (Duits: Königsberger Dom, Russisch: Кафедральный собор Кёнигсберга; Kafedralniij sobor Kjonigsberga) is een kerkgebouw in de huidige Russische stad Kaliningrad en was de belangrijkste kerk van deze stad toen deze nog Koningsbergen heette en onderdeel uitmaakte van Oost-Pruisen. De stijl van het gebouw is de zogenaamde baksteengotiek. De dom geldt als het belangrijkste historische bouwwerk van de stad na de verwoestingen in de Tweede Wereldoorlog en de ingrijpende stedelijke herzieningen tijdens de wederopbouw in de Sovjet-Unie.
De kerk was de voormalige bisschopskerk van het bisdom Samland in de gelijknamige streek. Doordat de kerk op het eiland (Dominsel) van de stad Kneiphof gelegen is, behoort deze pas sinds 1726 bij de stad Koningsbergen, toen deze twee steden verenigd werden.

## Bouw van de dom
De voorganger van de dom was een kleine kathedraal in het zuidoosten van de oude stad Koningsbergen, die tussen 1297 en 1302 gebouwd werd. Zij werd door bisschop Johann Clare echter te klein bevonden, zodat hij de opdracht gaf voor de bouw van een nieuwe kathedraal. Werner van Orseln, de grootmeester van de Duitse Orde bepaalde in 1327 dat op een klein grondstuk aan het oosteinde van het eiland Kneiphof in de rivier de Pregel een nieuwe kathedraal gebouwd diende te worden. In 1330 (de precieze datum is niet bekend) begon de bouw. Eerst werd de kerk als een soort vesting met dikke wanden en verdedigingswerken uitgevoerd, maar daar stak de Duitse Orde een stokje voor, omdat zij niet wenste dat er in de buurt van hun burcht een nieuwe vesting zou ontstaan. Op 13 september 1333 tekende de bisschop een overeenkomst tussen de Orde en de Kerk, zodat de bouw van de dom, die nu geen verdedigingsfunctie meer zou hebben, voortgezet kon worden. Deze datum wordt officieel als het begin van de bouw aan de Dom van Koningsbergen gezien.
De bodem op het eiland in de Pregel was niet stabiel, zodat de bouwers eerst honderden eiken heipalen in de grond moesten plaatsen, voordat de eigenlijke bouw kon beginnen. Voor de constructie van de nieuwe dom gebruikte men onderdelen van de oude kerk. Om deze materialen te kunnen verplaatsen werd er zelfs een nieuwe stadspoort, de Domtor (dompoort) gebouwd in de stadsmuur van Koningsbergen. Tevens legde men een nieuwe brug, de Dombrücke, aan. De brug werd echter na het einde van de bouwwerkzaamheden weer afgebroken, terwijl de poort nog zes eeuwen zou blijven staan.
Na de relatief korte bouwperiode van 50 jaar, was de dom in 1380 bijna geheel voltooid. De werkzaamheden aan de fresco's binnen in de kerk duurden echter nog tot het einde van de 14e eeuw.
De kerk, gewijd aan Maria en aan de heilige Adalbert van Praag, werd gebouwd in de stijl van de baksteengotiek en bestond uit het lange rechthoekige priester- en ridderkoor en een door een glaswand gescheiden drieschepige lekenkerk. Rond het jaar 1440 werd de dom verbouwd. De schepen zijn volledig gewelfd. Aan de westkant van de kerk bevonden zich twee spitse torens, die bij een brand in 1544 werden verwoest. De zuidelijke toren werd vervolgens weer opgebouwd en kreeg een twaalfhoekig dak. Over de resten van het van de noordelijke toren werd een geveldak geconstrueerd. In 1640 werd in de zuidelijke toren een uurwerk ingebouwd.
Albrecht van Brandenburg-Ansbach, grootmeester van de Duitse Orde, volgde Luthers raad op en legde in 1522 zijn ambt neer. Zo ontstond het wereldlijke hertogdom Pruisen. Op 27 september 1523 hield Johann Briesmann de eerste lutherse preek in de Koningsberger Dom. In 1695 werd aan de kerk nog een orgel toegevoegd.
In 1883 werd de Dom van Koningsbergen gerestaureerd en in 1888 werd het orgel vernieuwd. Tussen 1901 en 1907 vond een nieuwe periode van restauratie plaats, waarbij de westfaçade weer haar vroegere aanzien uit de 14e eeuw kreeg. De plaats waar de koningen Frederik I en Willem I gekroond werden was helaas niet de dom, maar de Schlosskirche in het Slot van Koningsbergen, dat tot op de dag van vandaag nog niet herbouwd is.

## Afmetingen

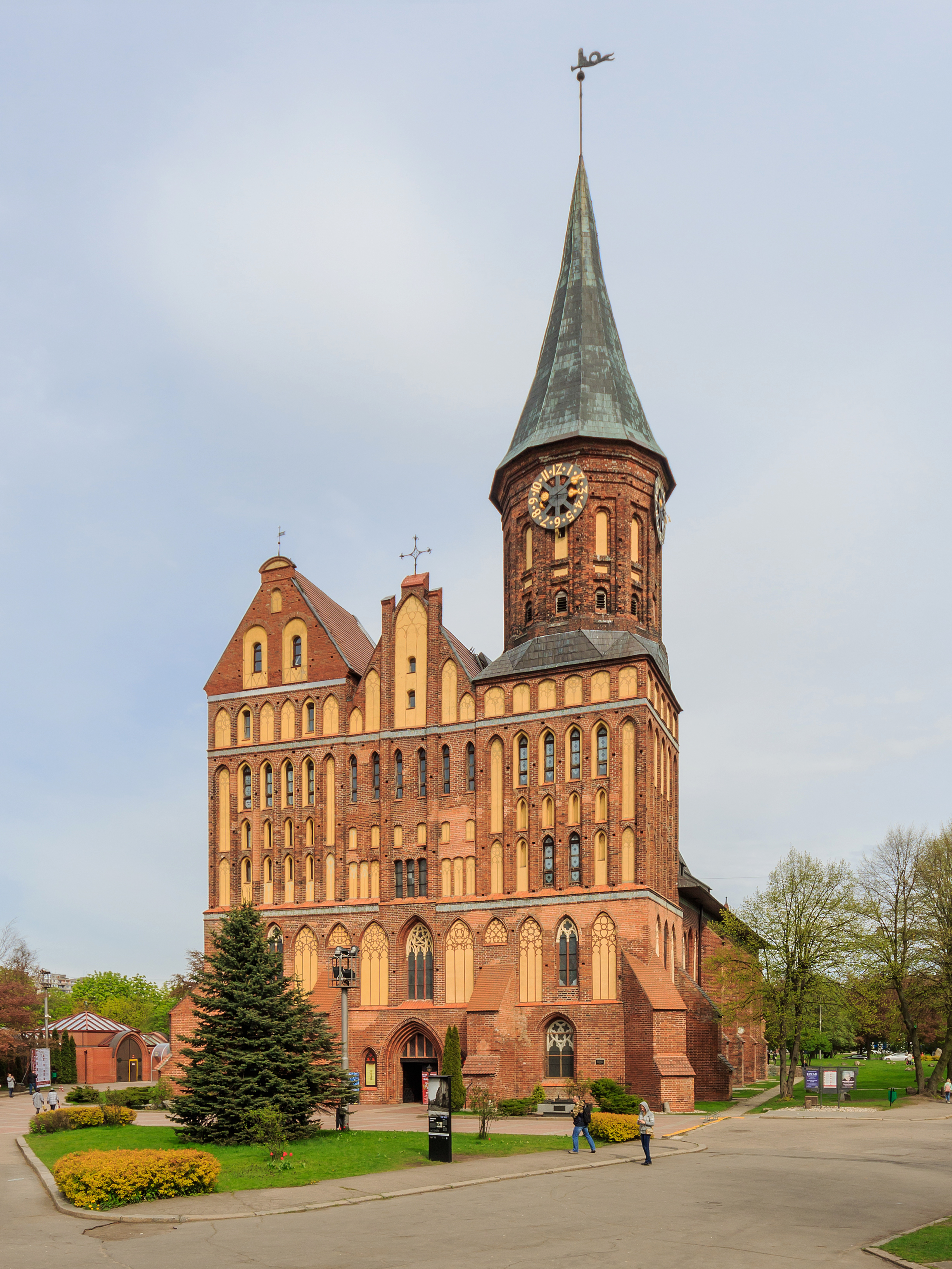
Façade van de Dom van Koningsbergen

Tot aan de Tweede Wereldoorlog had de dom van Koningsbergen de volgende afmetingen:
- Lengte: 88,5 m.
- Hoogte van de zuidtoren tot aan de spits: 50,75 m.
- Hoogte van het hoofdschip: 32,14 m.

## Bestanddelen van de dom

### Fürstengruft
De Fürstengruft is de plaats waar hertog Albrecht, zijn familie, grootmeesters van de Duitse Orde, bisschoppen en andere edelen begraven zijn. Enkele bekenden zijn:
- Albrecht van Brandenburg-Ansbach,
- Louise Juliana van Nassau, Keurvorstin van de Palts
- George Willem van Brandenburg

### Professorengewelf
In de buurt van de dom werd de Albertina Universiteit gebouwd. Het was het hoekgebouw in het noordoosten van het eiland in de Pregel. In de dom werden de professoren van deze universiteit begraven onder het zogenaamde Professorengewelf. Immanuel Kant was de laatste persoon, die onder het Professorengewelf begraven werd. Dit was echter niet in de kerk, maar in de zuidwesthoek van de kerk aan de buitenzijde. Het graf werd meermaals omgebouwd en gerenoveerd.

### Bibliotheek van Wallenrodt
Door de zoon van Martin von Wallenrodt, de oprichter van de bibliotheek, werd deze in 1650 verplaatst naar de zuidtoren van de Dom van Konigsbergen en in 1673 voor publiek geopend. Van bijvoorbeeld E.T.A. Hoffmann is bekend dat hij de leeszaal van deze bibliotheek vaak bezocht.

### Klokken
De dom van Koningsbergen was in het bezit van 5 klokken.
De 1200 kg zware Silberglocke (zilverklok), die genoemd werd naar de klank, die zo helder als zilver was, werd in 1736 door Andreas Dorling in Koningsbergen gegoten. De klok hing in de zuidelijke toren van de dom, totdat hij in 1951 in de gedenkplaats van de Duitse Orde in Schloss Burg aan de rivier de Wupper in het Bergisches Land werd opgehangen, evenals twee klokken die afkomstig waren uit Breslau (Wrocław).
De oude klok, die de uren aangaf was 100 kilogram zwaar en werd door professor Carl Stange in 1952 op het Hamburgse Klokkenkerkhof gevonden. Stange gaf de klok door aan de kloosterkerk van het benediktijnenklooster in Bursfelde an der Weser in de omgeving van Göttingen. Daar hangt de klok vandaag de dag nog steeds. De inscriptie luidt: D ET Joh An Do MCCCCLXX G da / Jochim GryTTE. Deze klok werd in het jaar 1470 gegoten in Danzig (Gdansk).
Een klok van 75 kilogram, die in 1680 werd gegoten, bevindt zich op dit moment in de St. Georg in Wester-Wanna bij Cuxhaven. De overige twee klokken, de in 1492 gegoten Marienglocke (Mariaklok) uit de noordtoren (de grootste van Oost-Pruisen) en de kleine Goldglocke (gouden klok) uit de zuidtoren, die de dienst aankondigde, zijn verloren gegaan.
In november 1995 werden er drie nieuwe klokken geïnstalleerd in de Dom van Koningsbergen. Ofschoon de originele klokken in Duitsland bewaard zijn, werden er in Kaliningrad nieuwe klokken geïnstalleerd, die qua klank - zo bleek uit muziekarchieven - nagenoeg met de originele klokken overeenkomen.
| Nr. | Jaar van gieten | Gewicht [kg] | Nominaal |
| --- | --------------- | ------------ | -------- |
| 1   | 1995            | 1 180        | g´       |
| 2   | 1995            | 700          | gis´     |
| 3   | 1995            | 500          | a´       |
| 4   | 1995            | 200          | g´´      |

De klokken 3 en 4 zijn met een touw te luiden, terwijl tegen de twee grote klokken met een hamer geslagen moet worden. De klok van 500 kg werd in Duitsland gegoten en heeft een reliëf van het oude stadszegel van Koningsbergen en het wapen van Kneiphof. De inscriptie luidt: „Gegossen in Kaliningrad vorm. Königsberg A.D. 1995.“ (gegoten in Kaliningrad, voormalig Koningsbergen A.D. 1995). Daarachter staat de naam van de donateur. De kleinste klok is naamloos en draagt kleine symbolen.
De klokken luiden elk kwartier; bij het volle uur klinken eerst de eerste tonen van Beethovens 5e Symfonie, vervolgens slaat de eerste klok de uren.

## Tweede Wereldoorlog en de Sovjet-periode

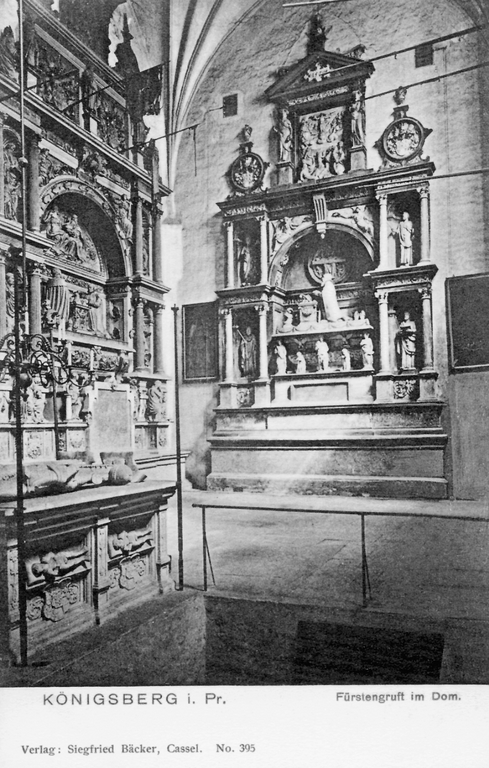
Het graf van Albrecht van Brandenburg dat in 1945 werd verwoest

In twee nachten van augustus 1944 verwoestten Britse bombardementen de gehele historische binnenstad van Koningsbergen. Van de dom verbrandden het dak, het gehele interieur en het resterende deel van de Bibliotheek van Wallenrodt. Het graf van George Willem van Brandenburg ging verloren. Delen van het grafmonument van hertog Albrecht, aan de oostzijde van het koor, bleven bewaard. Dit praalgraf was opgetrokken uit albast en uit de streek van Namen ingevoerd rood en zwart marmer en was gemaakt door het Antwerpse atelier van Cornelis Floris.
Resten van het graf van markgravin Elisabeth en net als de epitaaf voor hertogin Dorothea werden reeds bij eerdere restauratiewerkzaamheden beschadigd. Aan de zuidkant bestaat de epitaaf van hertogin Anna Maria, de tweede vrouw van hertog Albrecht nog steeds. De grafplaat van Luther van Brunswijk, die de dom liet bouwen is ook nog aanwezig. Hij staat hierop zelf in reliëf afgebeeld. Van de gewelven is niet alles bewaard gebleven, daar een deel is ingestort. Stenen en bodemvondsten van en bij de kerk worden nog steeds tentoongesteld.
Na het einde van de Tweede Wereldoorlog werd het noordelijke deel van Oost-Pruisen bij de Sovjet-Unie gevoegd. Voor de restauratie van de dom en andere historische gebouwen in Kaliningrad had de regering noch geld, noch interesse. Bouwwerken van voor de Tweede Wereldoorlog, die als symbool van het Pruisische militarisme of nazisme golden of een schandvlek voor de nieuwe socialistische staat waren, werden afgebroken. De ruïnes van de dom bleven echter aanwezig. Vanwege de aanwezigheid van het graf van Immanuel Kant durfde de regering de puinhoop niet op te blazen.
In 1960 kreeg de dom de status van cultureel erfgoed, ofschoon er gedurende lange tijd niets tegen het verdere verval van de kerk en het graf van Kant werd gedaan. De eerste naoorlogse pogingen tot restauratie van de Dom werden ondernomen in 1972-1974, naar aanleiding van de 250e verjaardag van de geboorte van Immanuel Kant. De werken bleven beperkt tot het opruimen van puin en vuilnis. In de jaren 80 werd de Dom nogmaals onder de handen genomen. Ook dit keer werden puin en vuilnis opgeruimd, ook werden de muren verstevigd. Tegelijkertijd werden decoratieve elementen, die nog restten, vernietigd, zodat het effect van deze werken eerder averechts was.

## Restauratie

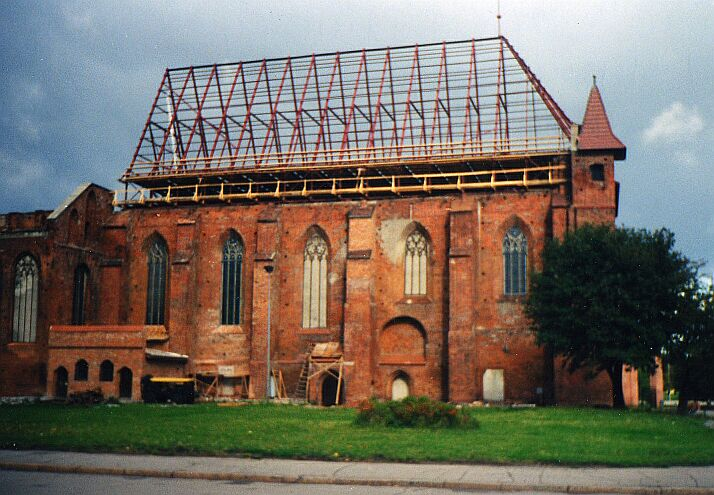
Restauratie aan het dak (1997)

Door de perestrojka werd weer over de plannen voor de wederopbouw van de Dom van Koningsbergen gesproken. Vanaf 1992 begon de firma „Kafedralny Sobor“ („De Kathedraal“) onder de leiding van Igor Odintsov aan de restauratiewerkzaamheden. De projectleiding werkte samen met het 'Zentrum für Handwerk und Denkmalpflege' in Fulda (Duitsland), dat veel ervaring had in de restauratie van andere Europese gebouwen.
De wederopbouw werd bekostigd door onder andere de Russische regering, de stichting 'Köningsberg', de stad Kaliningrad en de vereniging van protestanten in Oost-Pruisen.
Na het onderzoeken van de ruïne werd in 1993 aan de hand van oude bouwplannen, foto's en tekeningen begonnen met de restauratie. In 1994 startte men met de torens: de noordtoren werd met behulp van beton verstevigd en het dak van de zuidtoren onderging een restauratie waarbij zelfs helikopters van de marine moesten worden ingezet. Een jaar later werden het uurwerk en de klokken geïnstalleerd. Vervolgens ging men aan de slag met het epitaaf op de dom en het graf van Immanuel Kant. Tussen 1996 en 1998 werd aan het dak gewerkt, waarbij men omwille van het gewicht besloot geen dakpannen te gebruiken. Nadien werden ook in de noordtoren twee klokken opgehangen. Vervolgens is men begonnen met de restauratie van de buitenkant van de dom, de rifgewelven en de vensters. Volgens critici zijn de restauratiewerkzaamheden aan de dom niet secuur uitgevoerd. Vooral het aanbrengen van beton in de bakstenen muren wordt als funest voor het gebouw gezien.

### Huidige functie

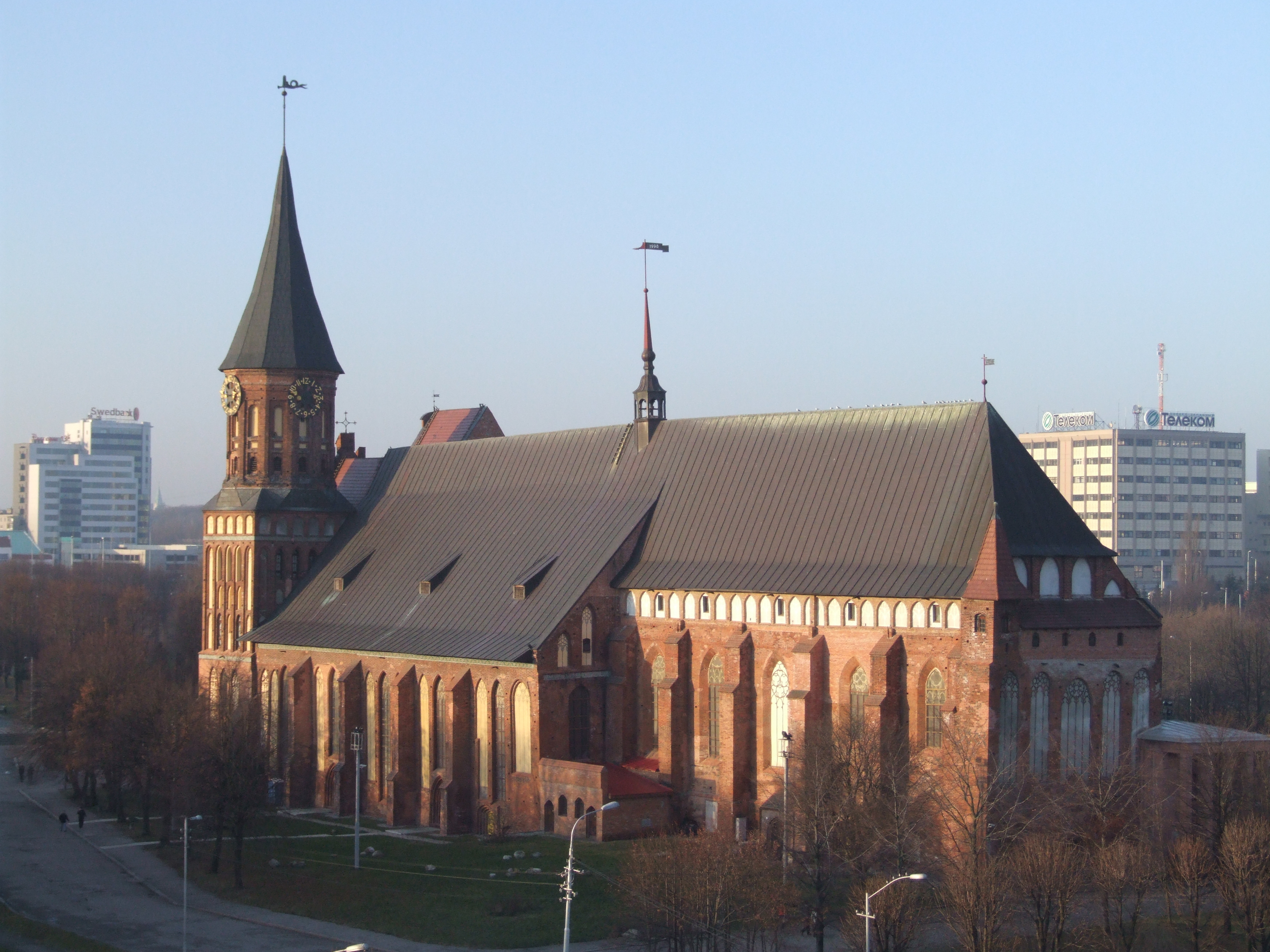
De dom vanuit het zuidoosten

De dom werd gerestaureerd met het doel om weer als religieus-cultureel centrum gebruikt te worden. Vandaag de dag bevinden zich in de dom een evangelisch lutherse en Russisch-orthodoxe kapel, een doopkapel, een museum over de dom, een museum over Immanuel Kant, het museum van de stad Kaliningrad en de heringerichte Bibliotheek van Wallenrodt. Regelmatig vinden er kerkdiensten en concerten plaats. Op 7 mei 1995 werd de eerste oecemenische kerkdienst met drie religies gehouden.

### Het orgel
De restauratie werd afgesloten met het opleveren van een groot orgel. De Dom van Koningsbergen kreeg van de orgelbouwer Schuke uit Potsdam een nieuw orgel, dat in januari 2008 werd ingewijd. Het instrument beschikt over 90 registers op vier manualen en pedalen. Een deel van het orgel is gebouwd naar evenbeeld van het orgel dat in 1721 door Josua Moosengel werd gebouwd.
Het orgel is gefinancierd met 2,5 miljoen euro uit het staatscultuurfonds, op initiatief van Poetin, wiens vrouw, Ljoedmila Poetina, in Kaliningrad opgroeide.